# Rewa (India)
Rewa è una suddivisione dell'India, classificata come municipal corporation, di 183.232 abitanti, capoluogo del distretto di Rewa e della divisione di Rewa, nello stato federato del Madhya Pradesh. In base al numero di abitanti la città rientra nella classe I (da 100.000 persone in su).
Rewa era la capitale dello stato principesco di Rewa.

## Geografia fisica
La città è situata a 24° 31' 60 N e 81° 17' 60 E e ha un'altitudine di 274 m s.l.m.

## Società

### Evoluzione demografica
Al censimento del 2001 la popolazione di Rewa assommava a 183.232 persone, delle quali 98.476 maschi e 84.756 femmine. I bambini di età inferiore o uguale ai sei anni assommavano a 23.909, dei quali 12.678 maschi e 11.231 femmine. Infine, coloro che erano in grado di saper almeno leggere e scrivere erano 130.691, dei quali 76.580 maschi e 54.111 femmine.